# 初春狸御殿
『初春狸御殿』（はつはるたぬきごてん）は、1959年（昭和34年）公開のミュージカル映画。木村恵吾が脚本、監督。83分、カラー、大映スコープ。

## 概要
1949年4月17日公開『花くらべ狸御殿』以来、10年8か月振りに大映系で公開された「狸御殿」作品（大映としては最後）。シリーズでは唯一の正月映画。

## 出演者
- 狸吉郎：八代目市川雷蔵
- きぬた／お黒：若尾文子
- 栗助：勝新太郎
- 第四の姫：中村玉緒
- 第一の姫：近藤美惠子[1]
- 第六の姫：仁木多鶴子
- 第二の姫：金田一敦子
- 家老狸右衛門：二代目中村鴈治郎
- 泥右衛門：菅井一郎
- 腰元おはぎ：水谷良重
- 老女狸路：楠トシエ
- 泥右衛門乾分狸松：三代目江戸家猫八
- 泥右衛門乾分狸五郎：三遊亭小金馬
- 奥番狸六：トニー谷
- 第三の姫：神楽坂浮子
- 第七の姫：藤本二三代
- 第五の姫：松尾和子
- 善六：左卜全
- 河童おぴよ：毛利郁子
- 河童おぷく：小浜奈々子
- 腰元かえで：真城千都世
- 腰元おくず：大和七海路
- 腰元尾花：美川純子
- 腰元尾花：綾英美子
- 用人狸十郎：嵐三右ヱ門[1]
- 泥右衛門乾分狸久：上田寛
- 中間 一：三上哲
- 中間 二：沖時男
- 狸丸：中沢銀司
- 吾作：寺島雄作
- 歌手：和田弘とマヒナスターズ
- 仔狸：ビクター少年民謡会
- 踊子：大阪松竹歌劇団

## スタッフ
- 製作： 三浦信夫
- 企画：山崎昭郎
- 脚本・監督 木村惠吾
- 撮影：今井ひろし
- 編集 : 菅沼完二
- 録音：大谷巖
- 照明：岡本健一
- 美術：上里義三 西岡善信
- 音楽：吉田正
- 作詞：佐伯孝夫
- 舞踊構成：飛鳥亮
- 振付：西崎真由美
- 色彩技術：木浦義明
- 擬斗：宮内昌平
- 助監督：土井茂
- 現像：東洋現像所

## 同時上映
- 関の弥太っぺ
  - 主演：長谷川一夫

## 映像ソフト
- 2015年1月30日より、角川書店からDVDが発売されている。

## ネット配信
- 角川シネマコレクション（YouTube）：2025年2月28日 - 同年3月14日